# Бой у Калабрии
Бой у Калабрии (англ. Battle of Calabria) — морское сражение, в итальянских источниках также известное под названием Бой у Пунто-Стило (у мыса Стило) (итал. Battaglia di punta Stilo). Произошло 9 июля 1940 года на Средиземном море во время Второй мировой войны между Итальянским флотом и Средиземноморским флотом Великобритании. Являлось первым крупным столкновением обоих флотов в начавшейся войне.

## Военно-оперативная ситуация
В начале июля 1940 года перед флотами Англии и Италии были поставлены задачи обеспечить проведение конвоев с важными грузами.
Итальянской армии в Ливии для подготовки к вторжению в Египет требовалось подкрепление (около 13 000 солдат) и большое количество военных грузов (около 40 000 тонн). Для доставки основной части войск и грузов в Африку, командование флота приняло решение организовать конвой из 5 транспортных судов. Итальянцы были уверены, что британский флот попытается перехватить столь важный конвой, поэтому для его охраны задействовали довольно мощное соединение флота. Конвой вышел из Неаполя 6 июля в сопровождении шести миноносцев. На следующий день его прикрытие было значительно усилено. Для обеспечения ближнего и дальнего охранения конвоя в море вышли 42 эсминца, 12 лёгких крейсеров, 6 тяжёлых крейсеров («Пола», «Зара», «Фиуме», «Гориция», «Тренто», «Больцано») и 2 линкора (флагман «Джулио Чезаре» и «Конте ди Кавур»). Кроме того, около 30 итальянских подводных лодок патрулировали районы, где появление британского флота было наиболее вероятным. Итальянским соединением командовал адмирал Иниго Кампиони.
В это время англичане также начали свою конвойную операцию, флот должен был охранять 2 конвоя, отправленные с Мальты в Александрию. Прикрытие конвоя осуществлялось Средиземноморским флотом Великобритании под командованием адмирала Эндрю Каннингема. Вечером 7 июля британское соединение вышло в море, оно состояло из 3 линкоров (флагман «Уорспайт», «Малайя» и «Ройал Соверен»), авианосца «Игл», 5 лёгких крейсеров и около 20 эсминцев. Английские подводные лодки и самолёты, базирующиеся на Мальте, также были развернуты для прикрытия конвоя.
Общим планом операции англичан было предусмотрено, что базирующееся в Гибралтаре Соединение H (2 линкора, линейный крейсер, авианосец, 3 лёгких крейсера и 11 эсминцев) совершит отвлекающую вылазку в Западное Средиземноморье и проведет воздушную атаку аэродрома в Кальяри на Сардинии. Командование надеялось, что это отвлечёт часть итальянской авиации и внесёт путаницу в догадки итальянцев относительно своих планов. Но итальянцев больше заботило благополучное прибытие своего конвоя в Ливию, они не собирались отвлекаться на маневры Соединения Н, при условии, что оно не зайдёт слишком далеко на восток. Итальянцы подозревали, что Средиземноморский флот англичан вышел в море, эти опасения были подтверждены сообщением подводной лодки «Бейлул», патрулировавшей в центральном районе Средиземного моря. Лодка сообщила о контакте с противником, но атаковать англичан не сумела. В свою очередь, адмирал Каннингем получил первое точное подтверждение того, что итальянский линейный флот находится в море. Утром 8 июля подводная лодка «Феникс» передала по радио координаты и курс двух итальянских линкоров в сопровождении четырёх эсминцев, которые находились в 180 милях восточнее Мальты и в 500 милях к западу от англичан. Лодка дала торпедный залп с предельной дистанции, но успеха не добилась.

## Ход боя
Обнаружив английское соединение, итальянцы провели против него серию воздушных атак, используя горизонтальные бомбардировщики SM-79 «Спарвиеро» с аэродромов на островах в Эгейском море. В результате атак лёгкий крейсер «Глостер» получил прямое попадание, погиб командир корабля, 6 офицеров и 11 матросов, был повреждён контрольно-дальномерный пост. Хотя крейсер остался в строю, в бою активного участия он не принял. Итальянские лётчики заявили о множестве попаданий в британские корабли (которые на деле оказались ложными) и командование решило, что англичанам нанесён значительный урон. Тем не менее, согласно последним сообщениям авиаразведки, британское соединение продолжало упорно двигаться на запад. Намерения англичан отрезать итальянские линкоры от их базы в Таранто становились всё очевиднее.
К вечеру 8 июля итальянский конвой благополучно прибыл в Бенгази и адмирал Кампиони понимал, что при возвращении на базы в Италии его соединение может встретиться с британскими кораблями. Эта встреча должна была произойти на выгодных для итальянцев условиях: вблизи собственных баз, при мощной поддержке береговой авиации и возможности успешных атак итальянских подводных лодок, развёрнутых на пути британских кораблей.
Однако расчёт на помощь авиации не оправдался — итальянские ВВС проявляли поразительную пассивность, несмотря на многочисленные радиограммы отправленные Кампиони в их штаб в Мессине. Более того, за итальянскими кораблями безнаказанно наблюдали британские летающие лодки «Сандерленд», которые передавали своим данные о координатах и курсе итальянцев. Всё это происходило менее чем в 50 милях от побережья Калабрии, но итальянские самолёты так и не появились. Когда около 13.00 9 июля тяжёлые крейсера Кампиони были атакованы торпедоносцами «Суордфиш», стало очевидным, что британское соединение находится где-то рядом (английские торпедоносцы могли атаковать итальянцев только с авианосца). Крейсерам удалось уклониться от торпед, торпедоносцы благополучно вернулись на «Игл», который находился уже менее чем в 90 милях от итальянских кораблей. В это время Кампиони наконец получил донесение от самолётов-разведчиков, которого ожидал всё утро: 2 линкора и 8 эсминцев находятся всего в 80 милях от его собственного соединения. Если же учесть недавно закончившуюся атаку авианосных самолётов, то итальянскому адмиралу стало понятно, что англичане прекрасно осведомлены обо всех его передвижениях. Это позволило Каннингему занять позицию между итальянским флотом и его главной базой. Поэтому Кампиони решил ещё раз изменить курс до того, как англичане окончательно отрежут его.
В 14.15 итальянцы подняли 3 гидросамолёта с лёгких крейсеров и уже через 15 минут один из них сообщил, что видит на юго-востоке подозрительный корабль. У англичан первым заметил дым на горизонте австралийский крейсер «Сидней». Одновременно другой гидросамолёт сообщил Кампиони, что вражеский флот находится на расстоянии примерно 30 миль от итальянского и разбросан на большой площади. Фактически с английской стороны в столкновении принял участие один линкор («Уорспайт»), так как «Малайя» и «Ройал Соверен» имели слишком низкую скорость и отстали от флагмана.
Столкновение началось с перестрелки лёгких крейсеров противников, затем к месту боя подошли тяжёлые корабли. Бой представлял собой перестрелку кораблей на дальних дистанциях (14 000—20 000 метров), так как итальянцы избегали сближения с кораблями англичан и имели превосходство в скорости. «Уорспайт» дал около 10 залпов по лёгким крейсерам, после чего те отошли под прикрытие дымовой завесы, поставленной эсминцами. Они постарались укрыться за кормой подходящих с запада линкоров «Джулио Чезаре» и «Конте ди Кавур».
В 15.51 итальянский и британский линейный флоты увидели друг друга, они шли почти параллельно, постепенно сближаясь. Линкоры противников одновременно открыли огонь, артиллеристы «Уорспайта» накрыли несколькими залпами флагман «Джулио Чезаре». Тем временем в бой вступил линкор «Малайя», он дал по «Конте ди Кавур» четыре залпа, подняв свои 381-мм орудия на максимальное возвышение, однако снаряды легли недолётами, как и 320-мм снаряды самого «Кавура», которые упали возле «Уорспайта». Итальянские тяжёлые крейсера так же открыли огонь с предельной дистанции. Перестрелка шла в течение 7 минут, обе стороны добились накрытий, но прямых попаданий не было. Тем не менее, каждый новый залп «Уорспайта» ложился всё ближе к «Чезаре», и в 15.59 381-мм снаряд британского линкора попал в середину корпуса итальянского флагмана. Этот снаряд уничтожил одно из лёгких зенитных орудий правого борта вместе с расчётом. Взрыв и осколки серьёзно повредили корпус. Вспыхнул пожар, дым от которого затянуло вентиляторами в котельные отделения, находиться там стало невозможно и личный состав был эвакуирован. После потери четырёх котельных отделений скорость линкора упала до 18 узлов. «Чезаре» вышел из боевого порядка, оставив «Кавур» продолжать бой вместе с тяжёлыми крейсерами. Однако в 16.05 «Кавур» также отвернул и пошёл вслед за «Чезаре», увеличивая расстояние от англичан. Кампиони приказал эсминцам поставить дымовую завесу и выйти в торпедные атаки, чтобы прикрыть отход линкоров. Завеса была выставлена оперативно, но торпедные атаки проводились довольно разрозненно. Однако из-за них Каннингем не рискнул преследовать итальянские линкоры скрывшиеся в завесе. Попытка догнать противника до входа в завесу ни к чему не привела, так как «Уорспайт» смог развить всего 17 узлов, что было на 1 узел меньше, чем скорость повреждённого «Чезаре». Тяжёлые крейсера итальянцев участвовали в постановке дымовой завесы и прикрывали отход линкоров. Во время перестрелки с английскими лёгкими крейсерами получил повреждение тяжёлый крейсер «Больцано». Осколки от близких разрывов снарядов пробили корму и заклинили рулевое управление. Крейсер описал циркуляцию, но последующие близкие разрывы освободили рули. Во время этой перестрелки тяжёлые крейсера подверглись атаке торпедоносцев «Суордфиш» с авианосца «Игл» и им пришлось уворачиваться от сброшенных торпед (что им успешно удалось). После этой атаки с 16.15 по 16.25 итальянские крейсера прекратили огонь и скрылись в дымовой завесе. Активная фаза боя была завершена.

## Результаты
Единственное точное попадание «Уорспайта» в итальянский флагман с расстояния 13 морских миль решило исход столкновения, итальянский адмирал прекратил бой, пока он не привёл к более тяжелым последствиям для итальянцев. Эти последствия вполне могли наступить, если бы в непосредственный бой вступили 2 других английских линкора. Поэтому решение Кампиони следует считать вполне благоразумным, тем более, что основная задача, поставленная перед его соединением была выполнена — стратегический конвой благополучно прибыл по назначению. Выгодное положение итальянского флота не принесло ему никакой пользы (естественно, за исключением возможности своевременно укрыться в своих базах). Итальянские бомбардировщики появились уже после окончания боя, причем часть из них сбросила бомбы на собственные корабли, нанести какой либо урон противнику они также не сумели. Кампиони перед боем пришлось планировать свои действия основываясь лишь на предположениях, а не на точных докладах авиаразведки. Тогда как Каннингем практически постоянно имел информацию о перемещениях итальянского флота. Не оправдался также расчёт итальянцев на свои подводные лодки, англичанам удалось благополучно избежать контакта с ними.
Итальянского адмирала можно отчасти упрекнуть в неэффективном использовании тяжёлых крейсеров, он крепко «привязал» их к линкорам для усиления своей боевой линии, хотя попытка охвата английского соединения с северо-запада прямо-таки напрашивалась. Если бы эти быстроходные и мощные корабли успели выполнить такой манёвр до повреждения «Чезаре», это серьёзно осложнило бы положение Каннигема. Ему пришлось бы разделить огонь своих кораблей в двух направлениях и позаботиться о том, чтобы противник не прорвался к авианосцу «Игл», который находился под охранением повреждённого лёгкого крейсера «Глостер».
Результаты боя можно определить как ничью, оба флота выполнили главные задачи, которые они ставили перед собой. Стали очевидными полная несостоятельность итальянской авиаразведки и отсутствие согласованности в действиях флота и авиации. В целом англичане одержали безусловную моральную победу у берегов Калабрии, владея инициативой и оставив за собой поле боя.